# Casa dels Barons de les Quatre Torres
La Casa dels Barons de les Quatre Torres és una obra de Tarragona protegida com a Bé Cultural d'Interès Local.

## Descripció
Edifici amb planta baixa, dues plantes d'alçada, golfa i, a més a més, un entresol. És interessant el vestíbul de la planta baixa que dona accés a l'escala que duu al primer pis.